# Escultura do Antigo Egito

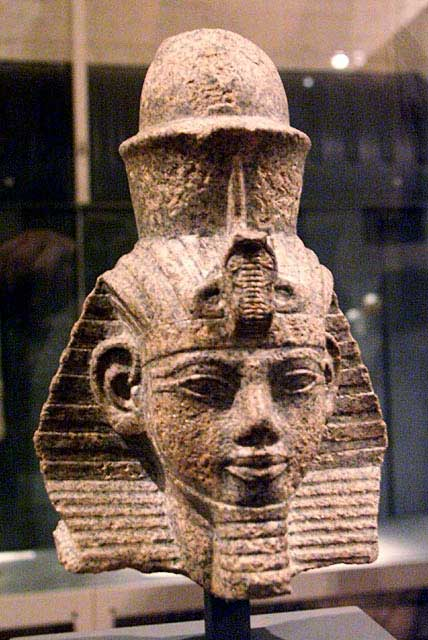
Busto de Amenófis III, c, Museu egípcio, Berlim

As esculturas do Antigo Egito foram demarcadas na antiguidade sobretudo pelas esculturas de grandes dimensões associadas à arquitetura, pelo relevo descritivo (hieróglifos), pelo busto e pela estatuária de pequenas dimensões onde dominam não só as representações de deuses e faraós, como também de animais.
As estátuas que representam divindades mitológicas, faraós, pessoas importantes e pessoas comuns envolvidas em trabalho doméstico são encontradas em câmaras mortuárias. Suas dimensões variam consideravelmente de grandes gigantes dos templos de Abul-Simbel medindo cerca de 6 metros a pequenas figuras de apenas alguns centímetros de comprimento (geralmente de barro, envernizados ou vidrados).
As características da arte egípcia vão se refletir na produção das esculturas, assim fazendo com que ao longo de aproximadamente 3000 anos, elas se alterem.